# Нидерландска кухня
Нидерландската кухня се оформя на базата на селскостопанското производство и историята на Нидерландия. Тя се характеризира с донякъде ограничено разнообразие на ястията. Исторически нидерландската храна се характеризира от високо потребление на зеленчуци в сравнение с потреблението на месо.

## Селскостопански продукти
Нидерландското селско стопанство се състои от пет сектора: риболов, животновъдство, земеделие, плодопроизводство и оранжерийно производство. Последното няма или има малко влияние върху традиционните нидерландски ястия.
- Земеделските култури са: картофи, цвекло, зелен фасул, моркови, целина, лук, зеле, брюкселско зеле, карфиол, листна цикория, спанак, цикория и маруля. Неотдавна са започнати инициативи за възвръщане на интереса към „забравени“ зеленчуци като тученица, мушмула, пащърнак и черна козя брада.

- В оранжерии се произвеждат домати, краставици и пипер.

- Плодовете включват ябълки, круши, череши и сливи.

- Нидерландците отглеждат крави както за месо, така и за мляко, и пилета и свине за месо.

- Риболовният сектор произвежда: треска, херинга, писия, морски езици, скумрия, змиорка, тон, сьомга, пъстърва, стриди, миди, скариди и сардина.

## Индонезийско влияние
Нидерландското колониално минало има значително азиатско влияние върху местната кухня. От XVI век насам всякакви видове подправки, предимно от Нидерландска Индия (днешна Индонезия), са въведени в нидерландската кухня. Оттам много традиционни нидерландски ястия са силно подправени с югоизточноазиатски подправки. По-късно индонезийски ястия като наси горенг – ориз с пилешко или свинско месо, стават елементи от нидерландската кухня. Поради това местните китайски ресторанти, предлагащи храна и за вкъщи, в Нидерландия също имат значителни индонезийски влияния, поради което много ресторанти се наричат „китайско-индонезийски“.

## Хляб и сирене
Нидерландците са известни с кравите си и особено с млечните си продукти – жълти сирена. Повечето нидерландски сирена са твърди или полутвърди. Известни нидерландски сирена са гаудсе, едамер, лайдсе. Типично нидерландски начин на правене на сирене е примесването на подправки в първите етапи на производствения процес. Известни примери са сирена с карамфил (обикновено фризийското „нагелкаас“), кимион и ким или коприва.
Нидерландският хляб е много въздушен, защото се прави с тесто с мая. От 70-те години на XX век преобладава пълнозърнестият хляб, често с допълнителни семена като слънчогледови или тиквени семки, примесени с тестото за овкусяване. Белият хляб е бил луксозна храна, често правен с мляко освен с вода. Фризийската луксозна версия на белия хляб е сладкият хляб – бял хляб с големи бучки захар, примесени в тестото.
Освен със сирене нидерландците ядат хляба с месни или сладки продукти. Сладките продукти обикновено са шоколадови пръчици, меласа и фъстъчено масло. Популярни в района месни продукти са блудворст (кървавица), сухи колбаси и ойербоорд – смес за мазане на основата на (кравешко) виме.

## Кафе и чай
Нидерландците пият кафе и чай през целия ден, често с по една проста бисквитка. Нидерландската пестеливост е довела до правилото да се яде само една бисквитка с всяка чаша чай или кафе. Предполага се, че причините за това са търговският манталитет и протестантското възпитание. Известна нидерландска история (останала непотвърдена) разказва, че съпругата на тогавашния премиер-министър Вилем Дрес сервирала това на гостуващ американски дипломат, който така се убедил, че парите от плана „Маршал“ ще бъдат употребени добре.
Често се пие и мляко с кафе. Наричат го „koffie verkeerd“ (кафе по неправилен начин). Други горещи напитки са кваст (топла вода с лимонов сок, анасоново мляко (горещо мляко с анасон) и мляко с какао.

## Вечеря
На обяд през седмицата нидерландците ядат предимно сандвичи. Вечерята се сервира доста рано за международните стандарти и при възможност започва в 18 часа. Класическата нидерландска вечеря има само едно просто ястие: традиционно картофи със зеленчуци, месо и сос или яхния, в която са прибавени картофи и зеленчуци. Ако има предястие, то обикновено е супа. Последното ястие е сладък десерт.
Някои типични зимни нидерландски ястия са стамппот („мачкано“) и гъста грахова крем супа. „Известни видове стамппот са“:
- Хутсепот, правен от картофи, лук и моркови и сервиран със задушено месо или бекон. Това е наследено от испанските нашественици, които забравили казан с хутсепот в окопите си пред гладуващия обсаден град Лайден през 1574 г. Когато градът бил освободен, тази храна била първата, която обитателите му намерили. Преди да бъдат донесени картофите в Европа, в хутсепота те са били заместени от пащърнак.
- Стамппот с къдраво зеле (boerenkoolstamppot) – къдраво зеле, смесено с намачкани картофи и сервирано със сос, горчица и пушена наденица (rookworst).
- Стамппот със сурова листна цикория, сервиран обикновено с шарена сланина („шпек“ – speck), нарязана на малки кубчета.
- Гореща светкавица (Hete Bliksem) – варени картофи и зелени ябълки, сервирани с гъст като мармелад сироп (stroop) или поръсени с шарена сланина.
- Стамппот с кисело зеле (Zuurkoolstamppot), кисело зеле, смачкано с варени картофи. Сервира се с пържен бекон и наденица.

Понякога на стамппота се прибавя езкотичен привкус с къри или ананас.
Месните продукти включват месни топки, финк (кълцано месо, увито като сърма в бекон) и др.
Ако ястието съдържа боб или картофи, месо и зеленчуци, зеленчуците понякога се сервират като яхния – напр. червено зеле с ябълки или червено цвекло. В такива яхнии често се използват дафинов лист, хвойнови плодове, карамфил и оцет.
Вечерята може да бъде и палачинки. Нидерландците правят и много мънички палачинки (poffertjes), както и палачинки с бекон в тестото. Правят се и пържени филии.
Десертите често са крем нишесте, пудинг или кисело мляко. Консумират се и различни каши (pap) – мляко с ориз, грис, от стар хляб и др.

## Алкохолни напитки
Виното винаги е отсъствало от нидерландската кухня, но има много видове бира и силни алкохолни напитки. Най-известната нидерландска бира е Хайнекен. Силни алкохолни напитки са женевер и бренди, както и кандел, правена от бяло вино, краманайс – от анасон, оранебитер, популярен на празненства, свързани с кралското семейство, адвокат (напитка) – яйчен ликьор, стафиди с бренди, кайсии с бренди.

## Специални поводи
При специални поводи се ядат сладкиши.
Когато в семейството се роди бебе, родителите черпят със сухари с масло или маргарин и „мишлета“ (muisjes) – захаросани анасонови семена.
Нидерландският празник „Синтерклас“ (Св. Николай) се празнува на 5 декември. Помощникът му Зварте Пит/Черен Петър приготвя и раздава специални сладкиши – дребни курабийки (pepernoten) овкусени със смес от канела, черен пипер, карамфил и индийско орехче, букви, направени от шоколад, марципан, дискове от фондан и още няколко типа подправени курабии и бисквити – „таи-таи“, „спекулас“ и др.
В новогодишната вечер нидерландските къщи миришат на врящо масло, в което се правят различни видове понички (oliebollen и др.) Това са топки от тесто, приготвено с мая, често примесено със сушени плодове, парчета ябълка и стафиди, които се сервират обикновено с пудра захар и се приготвят специално за новогодишната нощ. Нидерландците са пренесли поничките си в Америка – от тях произлизат донътите.
На рождени дни се ядат всякакви торти и сладкиши като ябълков пай (appeltaart), торта със сметана, сладкиши, пълнени с бадемова пастаи и много други.
Широко известни са и нидерландските бонбони дропс (drop) (лакриц). Нидерландският дропс се продава в голямо разнообразие на форми и видове. Може да бъдат сладки или солени (или много солени). Понякога се овкусява с кокосов фондан (английски дропс – Engelse drop), мед (меден дропс – honingdrop), мента (ментов дропс – muntdrop), нишадър (нишадъров дропс – salmiakdrop), или лавър (лавров дроп – laurierdrop). Типични форми са ромбове, овали, продълговати форми и монети. За медения дропс често се използва форма на медена пита. Някои производители са въвели серии от дропс с типични форми като коли (autodrop), селскостопански животни и машини (boerderijdrop) и др.

## Бързо хранене
Нидерландците си имат свои собствени видове бърза храна. Едно нидерландско ястие за бързо хранене се състои от порция пържени картофи (наричани friet или patat) със сос и/или някакъв продукт с месо. Най-често използваният с пържените картофи сос е майонезата. Понякога се използват кетчуп или овкусен кетчуп, фъстъчен сос или пикалили. Понякога картофите се сервират с комбинации от сосове, най-често специални (speciaal) – майонеза, (овкусен) кетчуп и нарязан ситно лук и „война“ (oorlog) – майонеза и фъстъчен сос (понякога също с кетчуп и нарязан ситно лук). Месният продукт обикновено е някаква изпържена дълбоко закуска – най-често фрикадела (подобна на кренвирш без обвивка, но с различен вкус) или крокет (панирано месно рагу).
Една по-малка версия на крокета, битербал (biterball) често се сервира за мезе в кръчмите и на коктейли. Регионални мезета са айербал (eierbal) (комбинация от яйце и рагу) на север и изток и брабантски ворстенброд (worstenbrood) – колбас, изпечен в тесто. Други малки закуски са вдъхновеният от индонезийската кухня бамихап (bamihap) (дълбоко изпържено панирано ми горенг – вид фиде със зеленчуци и месо) и насибал (nasibal) (дълбоко изпържено панирано наси горенг – ориз със зеленчуци и месо).
Друг вид бърза храна е рибата. Най-често това е сурова херинга, която се продава и яде (често с нарязан ситно лук и мариновани краставици) по пазарите. Класическият начин на ядене е да се издигне херингата за опашката и да се погълне от долу нагоре. В наши дни херингата се нарязва и парченцата се ядат, набодени на клечка за зъби. Друга често ядена закуска от риба е кибелинг (kibbeling) – дълбоко изпържени парченца треска, лекербеке (lekkerbekje) – пържено рибено филе и ролмопс (rollmops) – кисела херинга (от туршия), като филетата са навити около краставичка или лук.